# Dialogue mélien

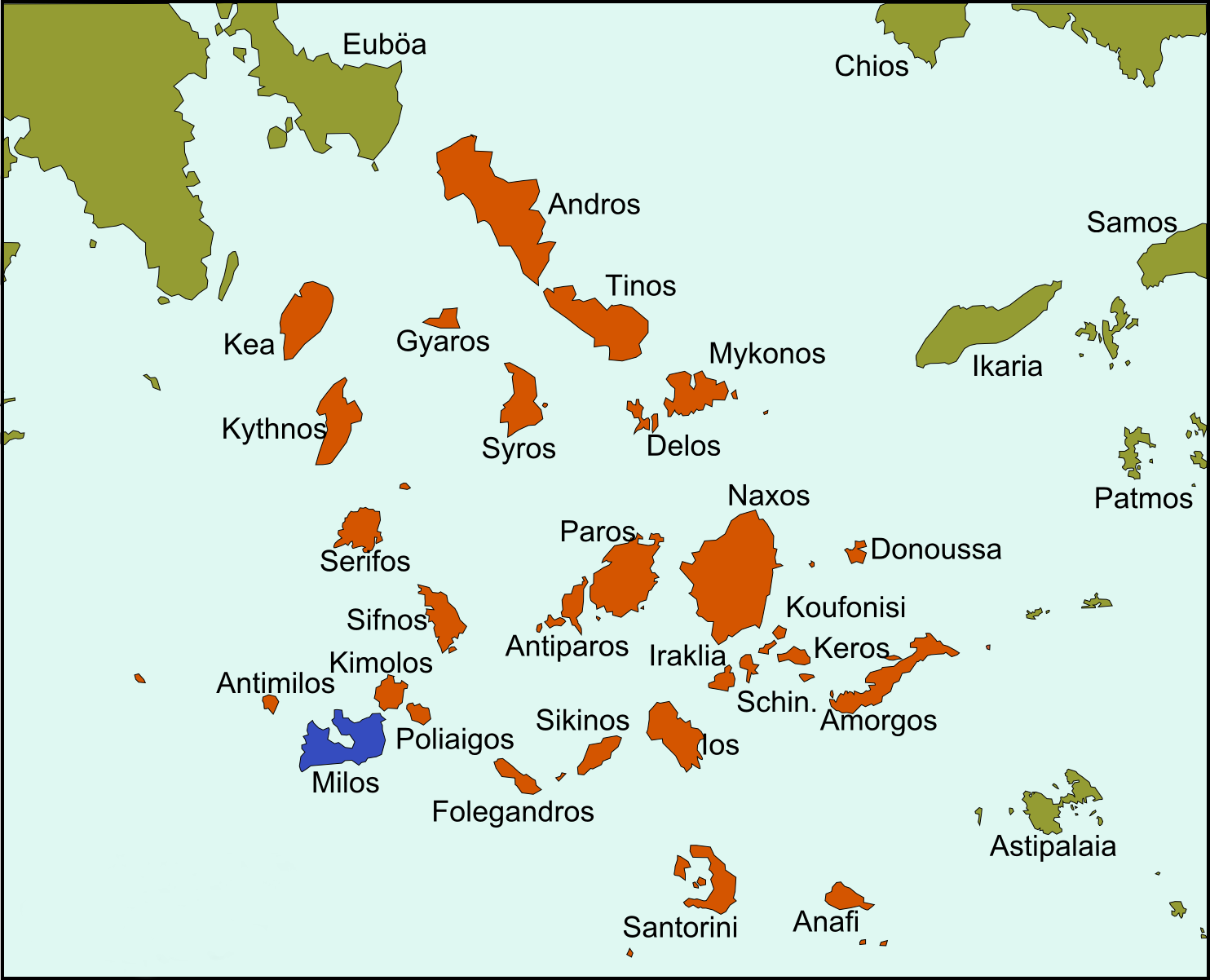
L’île de Mélos (en bleu)

Le Dialogue mélien, plus précisément le dialogue entre les Athéniens et les Méliens, est un débat inclus par Thucydide dans son Histoire de la guerre du Péloponnèse, récit du conflit opposant les puissantes cités grecques de Sparte et d’Athènes à la fin du Ve siècle av. J.-C., soldé par l'effondrement de cette dernière. Le Dialogue mélien a lieu dans la quinzième année de guerre, lors de la confrontation en 416-415 entre les Athéniens et le peuple de Mélos, petite île située dans le sud de la mer Égée, à l'est de Sparte. Les Athéniens exigent que les Méliens se soumettent et paient un tribut, sous peine de voir leur cité détruite. Les Méliens affirment leur droit de rester neutres, faisant appel au sens de la justice des Athéniens et à leur compassion envers une petite cité pacifique et sans défense. Les Athéniens répondent sèchement que la justice ne s'applique pas entre puissances inégales, et mettent le siège devant Mélos comme ils avaient menacé de le faire ; ayant affamé la ville et obtenu après plusieurs mois sa reddition, ils tuent les hommes en âge de se battre et réduisent en esclavage les femmes et les enfants. 
Cet épisode est resté célèbre comme la pire atrocité commise par une société habituellement plus humaine. La phrase des Athéniens selon qui « la justice n'entre en ligne de compte dans le raisonnement des hommes que si les forces sont égales de part et d'autre ; dans le cas contraire, les forts exercent leur pouvoir et les faibles doivent leur céder » a été discutée par des hommes d'action et des philosophes depuis lors.

## Contexte
Le Dialogue entre les Athéniens et les Méliens est le seul exemple de dialogue dans l'Histoire de la guerre du Péloponnèse. Comme dans le cas des longs discours suivis présents dans l'œuvre, notamment la défense de la démocratie athénienne dans l'oraison funèbre de Périclès au début, ces propos n'eurent pas nécessairement lieu mot pour mot tels qu'ils sont écrits, mais furent insérés pour leur effet dramatique, en fonction de ce que Thucydide considérait "approprié à la situation". 
Le contexte historique de cet épisode de l'Histoire de la guerre du Péloponnèse est l'invasion de l'île de Mélos par Athènes en 416 pendant une brève accalmie dans la guerre du Péloponnèse. Juste après la bataille de Mantinée en 418, les Athéniens exigèrent que les Méliens rejoignent la Ligue de Délos, ce qui concrètement aurait fait d'eux une partie de leur empire. Les Méliens avaient toujours résisté contre l'influence de la Ligue de Délos, et résistèrent également à l'invasion. Thucydide écrivit le Dialogue pour représenter la discussion réelle entre les Athéniens et les Méliens. Son utilisation des discours dans son Histoire de la guerre du Péloponnèse permettait aux lecteurs de comprendre la façon dont Athènes avait créé son empire. Les Athéniens envoyèrent la flotte de la Ligue à Mélos pour attendre le moment d'attaquer si Mélos n'acceptait pas pacifiquement de se soumettre aux représentants athéniens.
Thucydide représente les Méliens comme ayant toujours été strictement neutres et désireux de le rester, en fait, cela n'était pas le cas. Mélos était une colonie de Sparte et avait aidé Sparte au début de la guerre. De façon générale, cependant, "le dialogue ne porte pas formellement sur la moralité de l'exécution finale, mais sur la réponse des Méliens à la demande initiale des Athéniens de se soumettre." Les arguments des Méliens étaient-ils valides, les Athéniens auraient-ils dû en tenir compte ?

## Arguments
Les Athéniens, de façon franche et pragmatique, mettent les Méliens devant un ultimatum : se rendre et payer un tribut à Athènes, ou être détruits.
Les Méliens rétorquent qu'ils sont une cité neutre et non un ennemi, donc Athènes n'a pas de raison de les écraser. Les Athéniens rétorquent que s'ils acceptent la neutralité et l'indépendance des Méliens, ils paraîtront faibles : les gens penseront qu'ils ont épargné Mélos parce qu'ils n'étaient pas assez forts pour la conquérir.
Les Méliens affirment qu'une invasion inquiètera les autres États grecs neutres, qui deviendront hostiles à Athènes par peur d'être envahis eux-mêmes. Les Athéniens répliquent que les États grecs de la terre ferme n'agiront probablement pas ainsi. Ce sont les îles plus instables et les sujets déjà conquis qui prendront le plus probablement les armes contre Athènes.
Les Méliens remarquent qu'il serait honteux et lâche de leur part de se soumettre sans combattre. Dans le récit de Thucydide : "Si tant de risques sont pris par vous pour conserver votre empire et par vos sujets pour y échapper, nous qui sommes encore libres nous montrerions grandement lâches et faibles si nous manquions de faire face à tout ce qui peut survenir plutôt que nous soumettre à l'esclavage." Les Athéniens rétorquent que le débat n'a pas pour sujet l'honneur, mais l'auto-préservation.
Les Méliens affirment que bien que les Athéniens soient de loin plus nombreux, ils ont encore une chance de gagner. Les Athéniens répondent que seuls les forts ont le droit de s'autoriser l'espoir ; les faibles Méliens ne peuvent pas se permettre ce risque.
Les Méliens affirment qu'ils refusent également parce qu'ils croient qu'ils auront l'aide des dieux. Thucydide raconte : "Nous espérons que les dieux nous donneront une fortune aussi bonne que la vôtre, car nous maintenons ce qui est juste contre ce qui est injuste." Les Athéniens répondent que les dieux comme les hommes respectent la force plus que les arguments moraux, résumant cela dans la fameuse maxime selon laquelle "les forts font ce qu'ils peuvent et les faibles endurent ce qu'ils doivent". 
Les Méliens affirment que les Spartiates, leurs parents, viendront les défendre. Les Athéniens répondent que les Spartiates ont peu à gagner et beaucoup à perdre s'ils viennent en aide aux Méliens : la simple parenté ne suffira pas à les motiver.
Les Athéniens concluent leur argumentaire en affirmant qu'il n'y a pas de honte à se soumettre à un ennemi plus fort. Les Méliens ne changent pas d'avis et renvoient poliment les représentants athéniens.

## Analyse
Le Dialogue mélien ouvre de nombreux arguments sur la question de savoir quelles considérations  morales devraient, ou non, limiter l'exercice du pouvoir impérial de coercition. Un historien, A.B. Bosworth, soutient que dans la mesure où les Athéniens ont prévenu les Méliens de leur destruction imminente et leur ont offert une échappatoire (rejoindre la Ligue de Délos), il y avait un aspect humanitaire à leur argumentaire dans le Dialogue. Ainsi, bien que la destruction de Mélos ait été brutale, la tentative athénienne pour obtenir sa reddition était moins inhumaine que ne l'aurait été une destruction immédiate. Bosworth affirme en outre que les Athéniens ne pouvaient confronter les Méliens à la réalité de leur situation qu’en l'énonçant dans les termes les plus brutaux. « Leur discours est indéniablement dur, mais il a un but humanitaire, convaincre les oligarques méliens du besoin de capituler et de s'épargner, à eux et au peuple, les horreurs d'un siège. »
Pour ce qui est du point de vue de Thucydide, il est possible qu'il ait été biaisé en faveur des Méliens par l'amertume qu’il tirait de son propre exil d'Athènes. W. Liebeschuetz affirme qu'il décrit les Athéniens comme « injustes et en erreur » à cause de leur absence de moralité dans la destruction de Mélos, mais concède que « les Athéniens avaient aussi parfaitement raison de dire que l'intérêt des Méliens leur imposait de céder aux Athéniens, puisqu'ils n'avaient pas la force de leur résister avec succès ». D. M. Lewis déclare cependant que « Thucydide, avec ses sentiments marqués en faveur du pouvoir et de la gloire d'Athènes, voyait peut-être cela différemment et considérait l'héroïsme des Méliens stupide et irréaliste ; et le fait qu'ils s'étaient vu offrir une alternative relativement indolore affectait peut-être sa vision du massacre ». Lewis se demande également si la description de la brutalité athénienne avait réellement pour but de provoquer des réactions aussi fortes, notant que « le fait que Mélos est mis en évidence dans les jugements sur l'empire athénien est certainement dû en grande partie à l'attention portée par le dialogue de Thucydide, mais les sentiments qu'il exprime ailleurs au sujet de cet empire met en doute son intention de produire la révulsion que ressentent la plupart des lecteurs du dialogue ». Lewis remarque ensuite que Thucydide était peut-être « curieusement insensible » à l'effet que son dialogue pourrait avoir.
Bien qu'ils fussent largement surpassés en nombre, les Méliens croyaient que les Spartiates, qui étaient leurs parents, viendraient à leur aide contre Athènes. En outre, ils ne voulaient pas être considérés comme des lâches en se rendant si facilement et en se soumettant à la domination d'Athènes.
Le dialogue n'indique pas que les Méliens aient fait appel à l’argument selon lequel Athènes, en permettant aux Méliens de rester neutres, et en continuant simplement à construire son empire autour d'eux, aurait montré sa force, et non sa faiblesse, en prouvant qu'elle était si puissante qu'elle n'avait rien à craindre même si les Méliens refusaient de coopérer.

## Conséquences
En fin de compte Mélos refusa de se soumettre. Thucydide écrit : "Notre décision, Athéniens, est exactement telle qu'elle était au début. Nous ne sommes pas prêts à renoncer en un instant à la liberté dont notre cité a joui depuis sa fondation pendant sept cents ans." Avec cette décision, les Athéniens avaient désormais le prétexte dont ils avaient besoin pour détruire Mélos, et ce bien que les Méliens leur aient offert la paix à la fin du Dialogue : "Nous vous invitons à nous permettre d'être de vos amis sans être les ennemis de personne, et à faire un traité qui sera agréable à vous comme à nous, et à quitter ainsi notre pays."
Les Athéniens mirent immédiatement leur menace à exécution et assiégèrent la cité. Les Méliens soutinrent longtemps le siège, mais finalement les Athéniens l'emportèrent grâce à une trahison dans la ville. Ils entreprirent alors d'exécuter tous les hommes qu'ils capturèrent et réduisirent en esclavage les femmes et les enfants ; après quoi la cité fut repeuplée par des colons athéniens.
Liebeschuetz note une ironie dans le Dialogue mélien. "Les Athéniens regardent le présent et voient que rien ne sauvera Mélos. Ils ont raison. Les Méliens regardent l'avenir. Ils ont raison aussi. Mélos est détruite. Mais la phrase qui suit immédiatement cet épisode entame l'histoire du déclin d'Athènes et de la justification des Méliens." Les deux groupes, les Méliens et les Athéniens, ont prédit des conséquences qui se réalisent plus tard. Les Athéniens ont correctement prédit que Sparte ne voudrait pas ou ne pourrait pas empêcher l'armée athénienne de détruire Mélos. Mais les Méliens avaient aussi raison de croire en leurs parents, les Spartiates. Après la chute de leur ville, les Méliens survivants furent établis sur le continent par Sparte. Après quelques années la guerre reprit entre Sparte et Athènes, et la communauté mélienne en exil rassembla des fonds pour contribuer à l'effort de guerre spartiate, qui finit par détruire l'empire athénien. Le général spartiate Lysandre reprit alors Mélos et rendit aux Méliens survivants leur patrie. Finalement, Mélos fut une des rares îles des Cyclades qui résista malgré les conséquences négatives.
Seaman note l'ironie de la chute de Mélos : "Il est en effet ironique de constater que c'est en fait sa longue neutralité qui rendit Mélos vulnérable face à Athènes pendant la Paix de Nicias."

## Citations
Les citations suivantes proviennent du dialogue, tel qu'il est raconté par Thucydide, entre les émissaires athéniens et les Méliens :
- Les Athéniens : « De notre côté, nous n'emploierons pas de belles phrases ; nous ne soutiendrons pas que notre domination est juste, parce que nous avons défait les Mèdes ; que notre expédition contre vous a pour but de venger les torts que vous nous avez fait subir. Fi de ces longs discours qui n'éveillent que la méfiance ! Mais de votre côté, ne vous imaginez pas nous convaincre, en soutenant que c'est en qualité de colons de Lacédémone que vous avez refusé de faire campagne avec nous et que vous n'avez aucun tort envers Athènes. Il nous faut, de part et d'autre, ne pas sortir des limites des choses positives ; nous le savons et vous le savez aussi bien que nous, la justice n'entre en ligne de compte dans le raisonnement des hommes que si les forces sont égales de part et d'autre ; dans le cas contraire, les forts exercent leur pouvoir et les faibles doivent leur céder. » (5.89)[14]
- Les Méliens : « Nous n'ignorons pas, sachez-le bien, qu'il nous est difficile de lutter contre votre puissance et contre la fortune ; il nous faudrait des forces égales aux vôtres. Toutefois nous avons confiance que la divinité ne nous laissera pas écraser par la fortune, parce que, forts de la justice de notre cause, nous résistons à l'injustice. Quant à l'infériorité de nos forces, elle sera compensée par l'alliance de Lacédémone, que le sentiment de notre commune origine contraindra, au moins par honneur à défaut d'autre raison, à venir à notre secours. Notre hardiesse n'est donc pas si mal fondée. » [14]
- Les Athéniens : « Les dieux, d'après notre opinion, et les hommes, d'après notre connaissance des réalités, tendent, selon une nécessité de leur nature, à la domination partout où leurs forces prévalent. Ce n'est pas nous qui avons établi cette loi et nous ne sommes pas non plus les premiers à l'appliquer. Elle était en pratique avant nous ; elle subsistera à jamais après nous. Nous en profitons, bien convaincus que vous, comme les autres, si vous aviez notre puissance, vous ne vous comporteriez pas autrement. » [14] (5.105.2)